# 解放广场站
解放广场站是石家庄地铁1号线的地铁车站，位于中华人民共和国河北省石家庄市桥西区与新华区交界中山西路与站前街交叉口，于2017年6月26日开通。

## 车站结构
解放广场站位于中山西路与站前街交叉口，沿中山西路设置，呈东西走向，为地下两层岛式站台车站，车站长218.2米，宽21.1米，车站地下一层为站厅层，地下二层为站台层，站台设置全高站台门。
| 地面              | 出入口 | A、B、C、D出入口                                                                                          |
| 地下一层          | 站厅   | 客服中心、自动售票机、验票机                                                                              |
| 地下二层          | 站台   | \| \| \| █ 1号线往西王（新百广场） \| \| 島式 · 開左邊车门 \| \| \| \| \| \| █ 1号线往福泽（平安大街） \| |
|                   |        | █ 1号线往西王（新百广场）                                                                                 |
| 島式 · 開左邊车门 |        | |
|                   |        | █ 1号线往福泽（平安大街）                                                                                 |

## 车站出口
解放广场站共有4个出入口，各出口及周围设施如下所示：
| 出口编号                             | 照片 | 地点                             | 可到达目的地               |
| ------------------------------------ | ---- | -------------------------------- | -------------------------- |
| 出口 · A · 扶手电梯标志              |      | 中山西路（北侧）                 | 苏宁生活广场               |
| 出口 · B · 扶手电梯标志              |      | 中山西路（南侧），站前街（东侧） | 解放广场，石家庄解放纪念馆 |
| 出口 · C · 扶手电梯标志              |      | 中山西路（南侧），站前街（西侧） | 阳光商务楼                 |
| 出口 · D · 升降机标志 · 扶手电梯标志 |      | 中山西路（北侧）                 | 品汇广场，银座商城         |
| 註： 設有 \| 設有扶手電梯            |      |                                  |                            |

## 接驳交通

### 公交车
- 解放广场：1路，6路，11路，16路，17路，22路，23路，24路，27路，30路，32路，34路，35路，49路，68路，107路，108路，131路，216路，311路 ，314路，319路，368路，段家楼旅游专1路，西柏坡红色旅游专1路，西柏坡红色旅游专3路
- 纪念碑：48路，101路，115路，314路，315路，317路，鹿泉1路，旅游1路

## 历史
本站工程名与正式站名均为解放广场站，以车站南侧的解放广场命名。
- 2014年6月30日，车站主体结构封顶[3]。
- 2017年6月26日，本站随1号线通车开通[1]。
- 2021年1月9日，受新冠疫情影响，车站暂停运营[4]。2月19日，车站恢复运营[5]。
- 2022年8月28日，受新冠疫情影响，车站暂停运营[6]。9月6日，车站恢复运营[7]。
- 2023年12月28日，车站A出入口开通[8]。